# Максымюк, Ежи
Ежи Ян Максымюк, в некоторых источниках Максимюк (пол. Jerzy Jan Maksymiuk; род. 9 апреля 1936, Гродно) — польский дирижёр, композитор и пианист.

## Биография
Получил музыкальное образование в Высшей государственной школе музыки в Варшаве, которую окончил как пианист (по классу Ежи Лефельда в 1964), композитор (по классу Петра Перковского в 1962) и дирижёр (по классу Богуслава Матея в 1969). В 1961 году он стал лауреатом польского национального конкурса пианистов имени Игнация Падеревского. В 1973 году награждён премией за композиторскую деятельность для детей и молодёжи.
С 1970 по 1972 год дирижировал оркестром варшавского Большого театра. В 1972 основал Польский камерный оркестр, который позже приобрёл известность под новым названием Sinfonia Varsovia. За пультом этого оркестра записал более десяти пластинок различных музыкальных жанров и стилей от музыки эпохи барокко до современности. С 1975 он также работал дирижёром в оркестре Польского радио.
С 1983 по 1993 год исполнял обязанности главного дирижёра Шотландского симфонического оркестра BBC, с которым ежегодно принимал участие в променадных концертах в лондонском Альберт-холле. Записи этого оркестра под управлением Максымюка дважды становились лучшими записями года по версии журнала Gramophone. В 1993 году стал главным дирижёром Краковской филармонии имени Кароля Шимановского.
Выступал также с рядом других оркестров, включая Лондонский симфонический оркестр, Лондонский филармонический оркестр, национальный оркестр Франции, Симфонический оркестр Бирмингема, оркестр «Филармония», Токийский столичный симфонический оркестр, Израильский камерный оркестр, Лос-Анджелесский камерный оркестр, камерный оркестр «Виртуозы Львова» и другие.
Известен как композитор. Помимо ряда академических музыкальных произведений, он является автором музыки к нескольким польским фильмам 1970-х и 1980-х годов.

## Награды
- Орден Белого орла (2024 год)[2].
- Командор ордена Возрождения Польши (1998 год)[3].
- Золотая медаль «За заслуги в культуре Gloria Artis» (2005 год)[4].
- Медаль «40-летие Народной Польши» (1984 год)[5].
- Медаль «Столетие возрождённой независимости»[пол.] (2019 год)[6].